# Duninów (obwód tarnopolski)
Duninów (ukr. Дунів, Duniw) – wieś na Ukrainie w rejonie czortkowskim należącym do obwodu tarnopolskiego.